# Xenocypris yunnanensis
Xenocypris yunnanensis är en fiskart som beskrevs av Nichols 1925. Xenocypris yunnanensis ingår i släktet Xenocypris och familjen karpfiskar. IUCN kategoriserar arten globalt som akut hotad. Inga underarter finns listade i Catalogue of Life.